# Кызыл-Туу (Сузакский район)
Кызыл-Туу (кирг. Кызыл-Туу) — село в Сузакском районе Джалал-Абадской области Кыргызстана. Входит в состав Багышского айылного аймака.

## География
Село расположено в юго-восточной части области, к востоку от реки Кёгарт, на расстоянии приблизительно 19 километров (по прямой) к северо-востоку от села Сузак, административного центра района.

## Население
Согласно оценочным данным Национального статистического комитета Кыргызской Республики, численность населения села на начало 2023 года составляла 1490 человек.
| год     | 2009 | 2014 | 2015 | 2020 | 2021 | 2023 |
| ------- | ---- | ---- | ---- | ---- | ---- | ---- |
| человек | 1234 | 1356 | 1408 | 1439 | 1455 | 1490 |